# Templo de Luxor
El templo de Luxor, situado en el corazón de la antigua Tebas, fue construido esencialmente bajo las dinastías XVIII y XIX egipcias. Estaba consagrado al dios Amón bajo sus dos aspectos de Amón-Ra (Ra, era considerado el dios del cielo, dios del Sol y del origen de la vida en la mitología egipcia). Las partes más antiguas actualmente visibles remontan a Amenhotep III y a Ramsés II. Seguidamente, nuevos elementos fueron añadidos por Shabako, Nectanebo I y la dinastía ptolemaica. En época romana, el templo fue parcialmente transformado en campo militar. El edificio, uno de los mejores conservados del Nuevo Imperio egipcio, aún mantiene numerosas estructuras. Además del gran pilono, el visitante puede también atravesar dos grandes peristilos y la columnata monumental que enlaza estos dos patios. 
Forma parte del conjunto denominado Antigua Tebas con sus necrópolis, declarado Patrimonio de la Humanidad por la Unesco en 1979.

## Historia y desarrollo del templo deHorus-Osiris

Planta del Templo de Luxor.Leyenda: A - Templo de Ra (Amenhotep III); b - Patio del Sol (Amenhotep III); c - Parada de la barca (Tutmosis III y Hatshepsut) y Santuario de la triada tebana (Ramsés II); d - Columnas (Tutankamón y Haremhab); e - Gran Patio (Ramsés II); f - Quiosco (Shabaka); A - Santuario de Amón (Amenhotep III); B - Santuario de la barca (Amenhotep III, Alejandro Magno); C - "Sala de nacimiento"; D - Santuario romano; E - Sala del hipóstrato; F - Tercer pilono; G - Columnata procesional (Amenhotep III); H - Segundo pilono; I - Primer pilono; J - Obeliscos.

La construcción fue ordenada por Amenofis III a su arquitecto Amenhotep (hijo de Hapu). Este último edificó un templo completo: naos, santuario de la barca, sala de ofrendas y antecámara, esta última flanqueada de capillas destinadas a la tríada tebana. Todo está precedido de una sala hipóstila abierta a un gran patio cuadrado, el «patio solar», rodeado por tres de sus lados de una doble hilera de sesenta y cuatro columnas papiriformes. Las salas de culto, al igual que la sala hipóstila, se elevan sobre una plataforma con una gran inscripción dedicatoria.
El conjunto, con proporciones imponentes pero armoniosas, fue completado por una columnata procesional de acogida de unos veinte metros, formando un grupo monumental que marcaba la entrada del templo. El programa arquitectónico se ejecutó probablemente en tres fases sucesivas y ocupó todo el reinado.
Como hizo en Karnak para el patio de su padre, Amenhotep III destruyó sin duda un templo más antiguo delante del cual debía encontrarse la capilla edificada por Ra. De hecho, la estructura interna está en parte constituida con bloques reutilizados provenientes de un edificio anterior. Difícilmente accesibles, estos bloques son todavía visibles en la zonas orientales del templo que fueron modificadas en la época greco-romana. Aquí se ha encontrado cartuchos grabados de Tutmosis IV.
Ejecutado en el más puro estilo de la XVIII dinastía egipcia, el Opet del sur constituye un raro ejemplo de edificio religioso del Nuevo Imperio bien preservado, aunque los muros que rodean las diferentes partes del monumento se hayan derrumbado o sus materiales hayan sido reutilizados en épocas posteriores - lo que nos permite admirar las columnas desde el exterior del monumento.
El templo fue descuidado, incluso maltratado durante el reino del faraón «herético» Akenatón. Los trabajos recomenzaron bajo Tutankamón y Ay, quienes acabaron la decoración de los muros de la columnata procesional, añadiendo especialmente las escenas de la Fiesta de Opet.

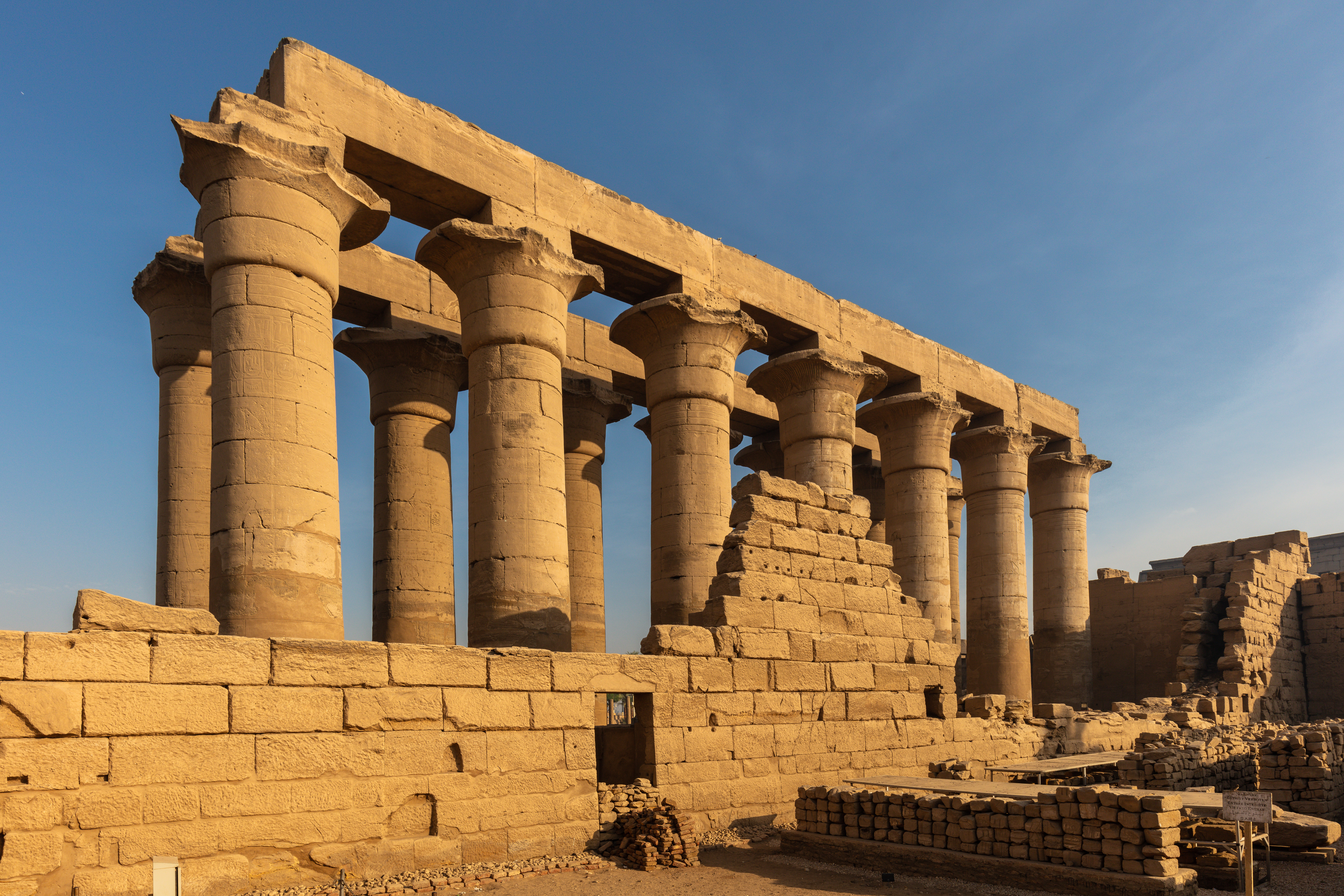
La gran columnata de Amenofis III

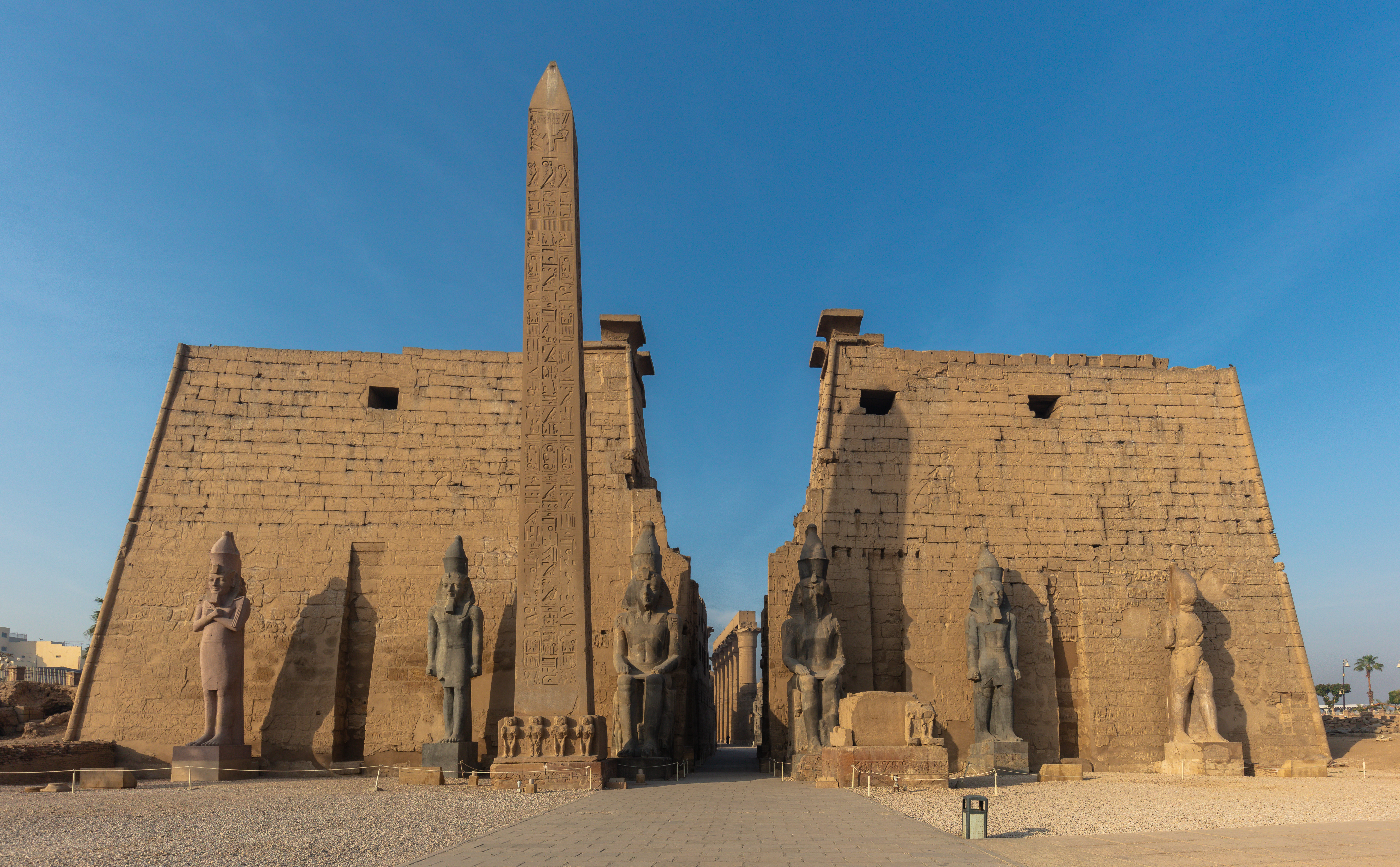
Pilonos y estatuas sedentes de Ramsés II.

Ramsés II, el otro gran constructor en Tebas, añadió el pilono, cuya plaza estaba adornada con seis colosos de Ramsés II, cuatro de pie y dos sentados, todos con su nombre, además de dos obeliscos, y un segundo patio con pórticos, de un estilo típico de la XIX dinastía, con columnas macizas que recuerdan a la sala hipóstila de Karnak. Lo adornará también con estatuas alternando con las columnas. Otros dos colosos sentados, con su imagen, precedían la entrada de la columnata procesional de Amenhotep III.
Para edificar este nuevo patio, el arquitecto de Ramsés tuvo en cuenta la existencia de una triple capilla de Hatshepsut, lo que explica que el eje del monumento esté dirigido hacia Karnak. No se percibe a primera vista, pero es imposible tener desde el pilono una vista axial del templo, ya que la perspectiva está rota. El conjunto está sin embargo muy bien concebido para que esta particularidad no afecte a la armonía de las proporciones; incluso los obeliscos, de medidas diferentes, fueron emplazados desfasados de tal manera que cuando nos situamos frente al pilono, no se note la diferencia.
Los dos obeliscos fueron ofrecidos en 1830 a Carlos X de Francia por Mehemet Ali, pero solo el de la derecha fue derribado y transportado a Francia. Jean-François Champollion fue quien eligió, por mandato del rey, el primero de los dos obeliscos, en parte cubiertos de arena. La leyenda dice que se decidió por el de la derecha, entrando en el templo, el más pequeño y el más dañado. El obelisco fue erigido con una gran fiesta en París, dónde se erige después de 1836 en el centro de la plaza de la Concordia. En agradecimiento, Luis Felipe I de Francia ofreció un reloj que hoy día adorna la mezquita de Mehemet Ali en el Cairo, pero se estropeó en el camino y nunca funcionó. El segundo obelisco, que nunca salió de Egipto, fue oficialmente «devuelto» por Francia en 1981, al principio del primer mandato de François Mitterrand.
El agrandamiento del templo continuó en el periodo tardío de Egipto. Los faraones nubios de la XXV dinastía añadieron el muro de recinto además de un grupo arquitectónico de columnas formando un ante-patio. El recinto fue reacondicionado o restaurado por Nectanebo II, faraón de la XXX dinastía, al igual que todos los templos de Tebas. Construirían igualmente la avenida de las esfinges que unía el templo de Luxor al de Karnak, además de un pequeño templo dedicado a Isis.
Tebas parece haber sido abandonada y maltratada por los conquistadores sirios y persas, y el desarrollo del templo fue abandonado. Alejandro Magno reacondicionó la sala de la barca, haciendo erigir las cuatro columnas que sostenían el techo. Todavía se puede ver el emplazamiento de las bases de estas columnas sobresaliendo de los cimientos de esta capilla. Esta forma, con la capilla que Filipo III de Macedonia hizo construir para el templo de Amón-Ra en Karnak es un ejemplo irreemplazable de arquitectura religiosa de este periodo de transición histórico para la ciudad de Tebas.
De igual manera, desde el comienzo de la época griega, se puede constatar cuanta atención aportaron los primeros monarcas de la nueva dinastía a los santuarios de la ciudad santa.
Finalmente, en la época romana, el templo fue convertido en edificio militar. En esta época, los sacerdotes enterraron piadosamente una serie de imágenes de dioses y reyes en una favissa que habían habilitado en el gran patio solar de Amenhotep III. Estas estatuas, algunas únicas en su género, fueron descubiertas en 1989 y están actualmente expuestas en el museo de Luxor.
En su versión final, el templo de Luxor medía más de 260 metros de largo y 50 de ancho.

## Luxor y el urbanismo religioso de Tebas

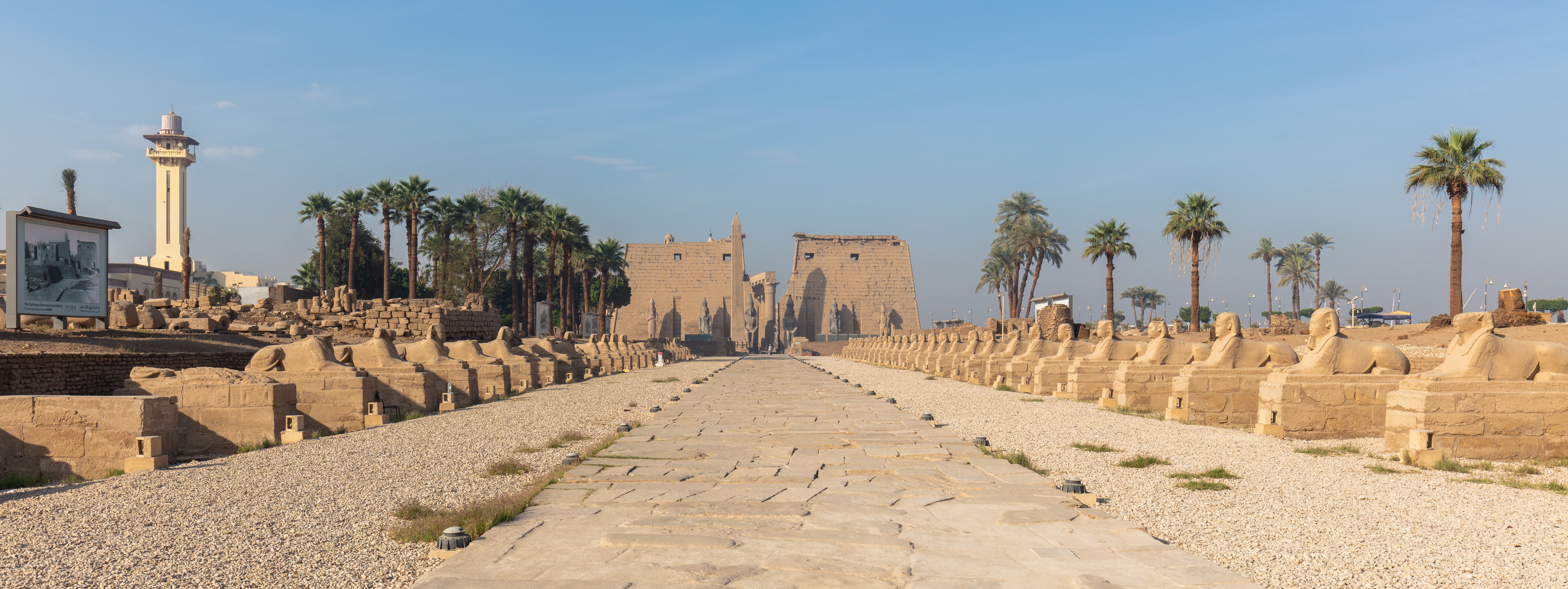
Avenida de las esfinges en la entrada del templo de Luxor.

El templo de Luxor es el complemento meridional del gran templo de Amón en Karnak, en la medida en que estaba dedicado a la tríada tebana pero, sobre todo, al Ka de la fuerza progenitora del dios dinástico representado bajo el aspecto de Amón-Min. Situados a poco más de dos kilómetros el uno del otro, los dos templos estaban unidos por un dromos no es bordeado de setecientas esfinges con cabeza de carnero, el animal sagrado del dios Amón, y de estaciones o capillas donde se paraban las barcas de la tríada tebana en la gran Fiesta de Opet. Bajo el reino de Nectanebo I, esta avenida ceremonial fue adornada con esfinges de cara humana (androesfinges) del lado del templo de Luxor. El dromos constituía la articulación principal de la ciudad que la atravesaba de norte a sur, dividiéndola en un barrio occidental que bordeaba el Nilo dónde se encontraba el puerto, los barrios populares y el de los artesanos, y un barrio oriental probablemente más residencial que se extendía entre los grandes templos y contenía numerosos santuarios repartidos a lo largo de las grandes avenidas adoquinadas que cuadriculaban la ciudad. 
Construido alrededor del santuario de Amón-Min y de la capilla que acogía la barca sagrada que portaba la efigie de Amón durante su procesión anual. En ella el dios dejaba su residencia en Karnak en compañía de su esposa Mut y su hijo Jonsu, el dios lunar, para ir vía fluvial a Luxor. Allí, el dios alcanzaba su aspecto fértil, como Amón-Min. Entonces, al final de la fiesta que duraba once días originalmente, volvía, siempre en compañía de su familia divina, a Karnak, esta vez por el gran dromos. La ceremonia estaba encabezada por el faraón, que presidía también el ciclo de renovación eterno simbolizado por la llegada de la crecida del Nilo.
El templo sufrió las iras del periodo amarniense, ya que era el edificio central que albergaba a la vieja divinidad de Tebas. Los faraones que siguen a Akenatón se dedicaron a atenuar los desperfectos restaurando, algunas veces torpemente, los relieves estropeados, pero el amartillado de los relieves fue tan intenso que todavía son visibles las trazas en los arquitrabes de la gran columnata dónde el nombre y la imagen de Amón habían sido borrados del cartucho de Amenhotep.
El templo de Luxor era un elemento esencial del urbanismo religioso de Tebas además de para la teología amoniense, a tal punto que cuando los faraones de la XXI dinastía eligieron Tanis como nueva capital, quisieron edificar su ciudad con el mismo modelo, previendo en el sur del conjunto un nuevo templo dedicado a Amón de Opet, el cual también estaba unido al templo consagrado a Amón-Ra al norte.

## Avenida de las Esfinges y Estaciones del Santuario

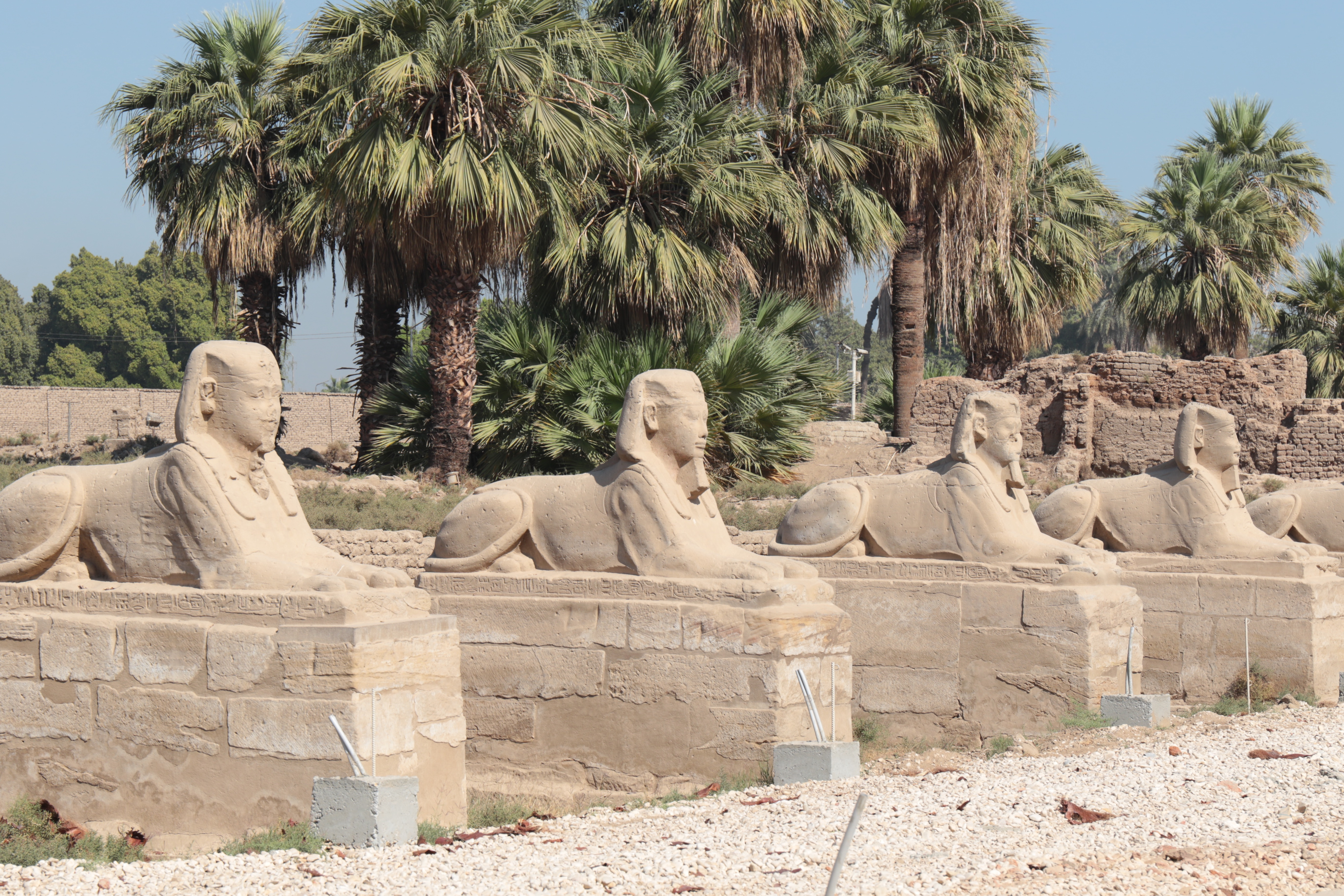
Luxor Avenida de las Esfinges, una avenida de esfinges con cabezas humanas que una vez conectaba los templos de Karnak y Luxor.

La avenida (conocido como wi.t ntr "El camino de Dios"; تريق الكباش) que iba en línea recta alrededor de 2,7 metros (3 yd) entre el Templo de Luxor y la zona de Karnak estaba bordeada de esfinges con cabezas humanas; en la antigüedad es probable que reemplazaran a las esfinges anteriores que pueden haber tenido cabezas diferentes. ] y Luxor. , que servían como estaciones de paso para las barcazas de los dioses durante las procesiones festivas. A lo largo de la avenida se colocaron estaciones para ceremonias como el festival Opet que tenía un significado para el templo. Cada estación tenía su propio propósito, por ejemplo, la cuarta estación era la estación de Kamara, que refrescaba el remo de Ammon. La Quinta Estación de Kamara fue la estación que recibió la belleza de Amón. Finalmente, la Sexta Estación de Kamara fue un santuario dedicado a Amón, el Santuario de las Escaleras.
Un pequeño santuario de adobe fue construido en el patio de Nectaneb I a principios del segundo siglo (126 d. C.) y estaba dedicado a Serapis e Isis; se le dio al emperador romano Adriano en su cumpleaños.

## Luxor, lugar de culto milenario

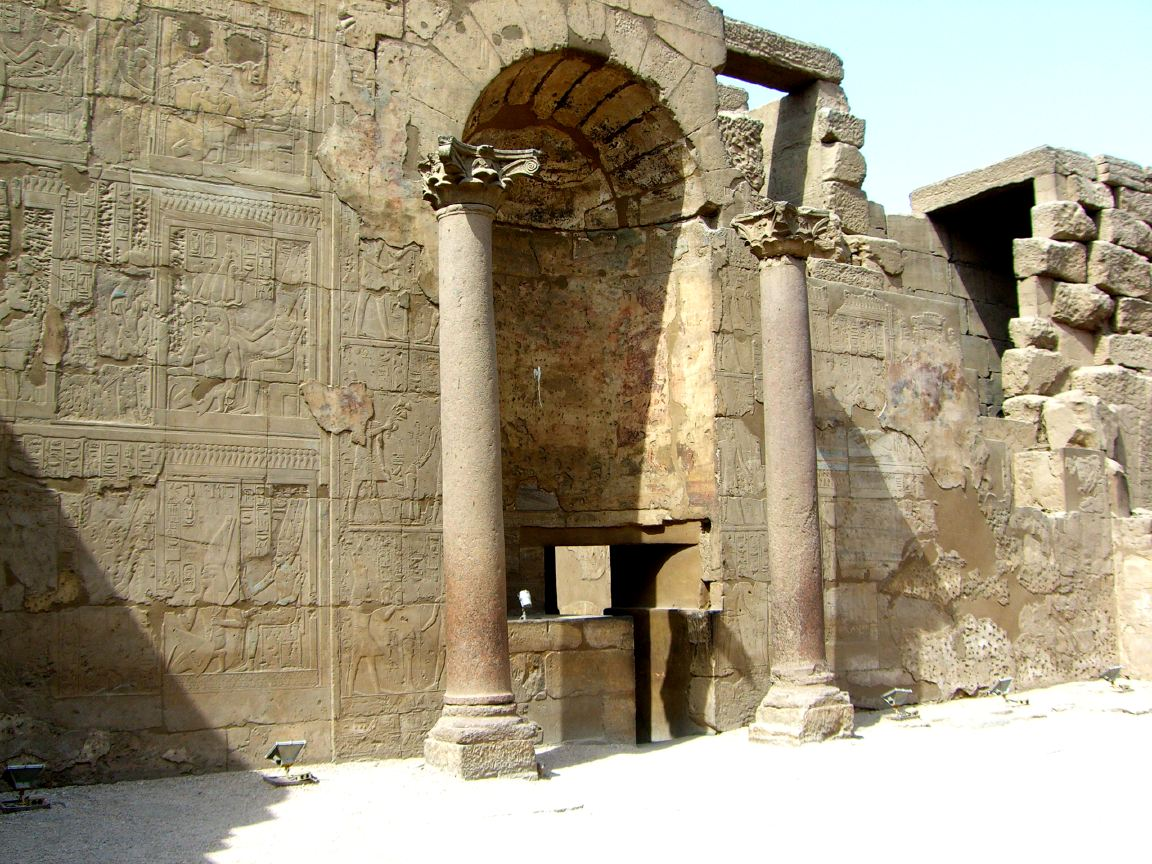
Muro de la sala hipóstila del templo de Luxor, transformado en la época romana.

Como los otros santuarios de la ciudad, Luxor recibió atención por parte de los últimos Ptolomeos a quienes podemos atribuir el pequeño templo de Serapis que acoge al visitante que recorre el dromos. Es a partir de la época romana cuando el declive del templo comienza. De hecho, desde los primeros años de la kratesis, una guarnición romana se instala en Luxor. Una capilla en honor de Augusto es habilitada en la habitación del rey divino y, en esta ocasión, el acceso a las salas es modificado, siendo la función inicial de templo transformada irremediablemente. Las puertas axiales son tapiadas y se crea un ábside para albergar la estatua del emperador. Se realizó una nueva decoración en los muros de la sala, añadiendo una capa de estuco pintado con figuras de estilo puramente greco-romano. Estos frescos, que eran visibles hace una decena de años, resisten mal a la subida del nivel freático que amenaza el lugar, haciendo que el estuco se caiga poco a poco, dejando ver los relieves originales de la XVIII dinastía, cubiertos desde hace 2000 años.
En el siglo III, el templo de Luxor es transformado en castrum, albergando la legión encargada de defender los limes situado al sur en Asuán contra los blemios, pueblo nómada. El muro es reconstruido y se añaden puertas fortificadas reutilizando elementos del templo. Se llega incluso a cortar un coloso de Ramsés II para obtener bloques destinados a servir de dintel y de arquitrabes a las puertas que defienden la fortaleza. Una verdadera ciudad de guarnición se desarrolla en el interior del recinto, con sus vías cortándose en ángulo recto y delimitando los barrios o insulae, en los cuales son edificados el Foro romano y basílicas. El templo, convertido en santuario romano, debía entonces albergar las estatuas del culto imperial.
Cuando el imperio romano adopta el cristianismo, se construyen numerosas iglesias en el recinto, una en el patio de Ramsés II. Todavía se puede ver un tabique, constituido de gruesos bloques provenientes sin duda de los muros desmantelados del templo de Amenofis III. 
Después de la conquista musulmana, se construyó encima de la iglesia una mezquita en honor del santo local, Abu Haggag, dónde se conservan sus reliquias.

### Mezquita de Abu Haggag

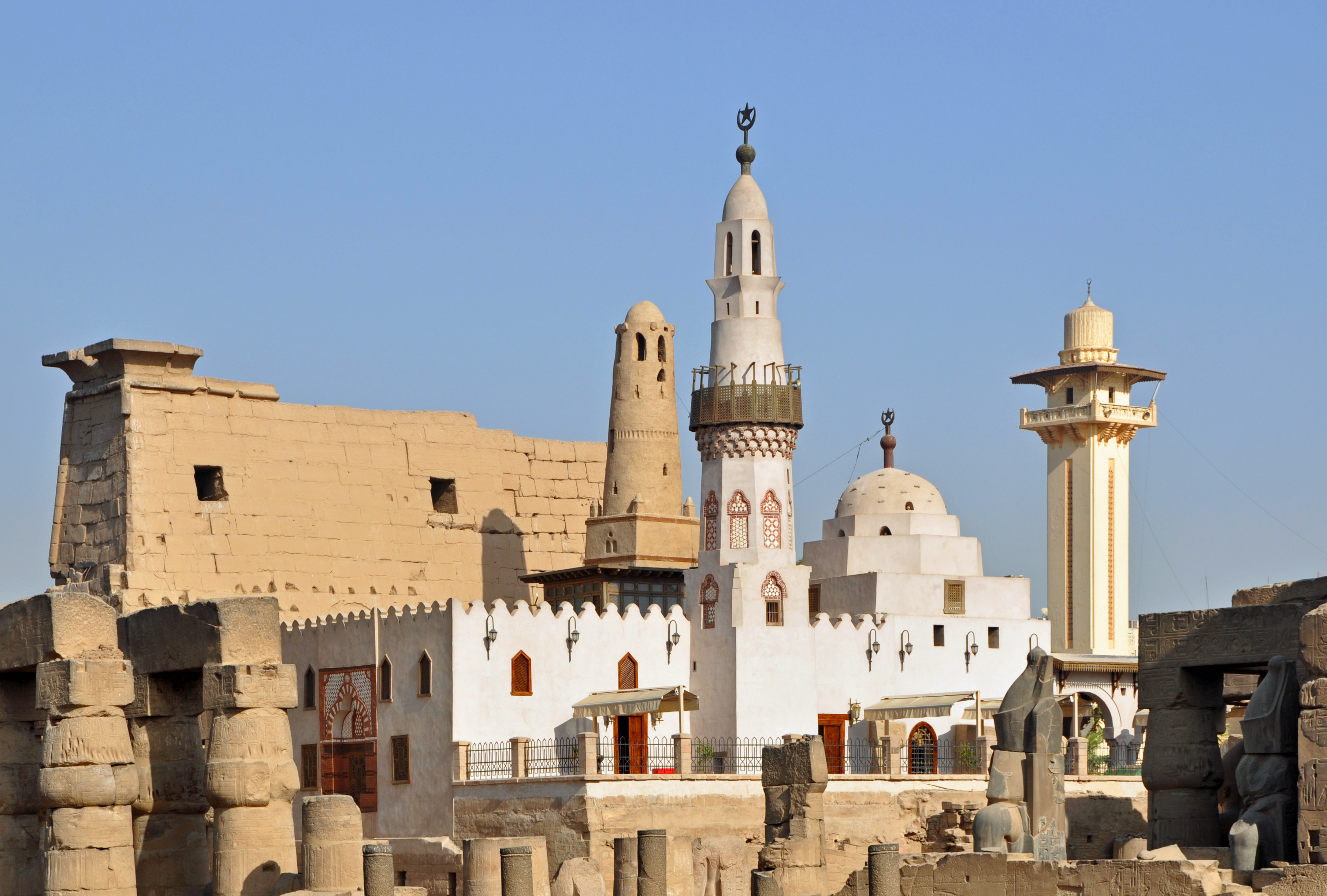
Mezquita de Abu el-Hagag, erigida sobre los restos del primer patio del templo de Luxor.

La  Mezquita de Abu Haggag (مسجد أبو الحجاج بالأقصر), en actividad, está situada dentro del templo, sobre las propias columnas antiguas. Esa parte del templo de Luxor fue convertida en iglesia por los romanos en el año 395 d. C., y luego en mezquita en el 640.
El templo de Luxor es, pues, uno de los más antiguos lugares de culto del mundo. De hecho, se ha realizado prácticas religiosas diferentes en este lugar durante más de 3400 años. En la actualidad, a varias horas del día, y sobre todo los viernes, la llamada al rezo del muecín resuena entre las columnatas de estas viejas ruinas de Tebas.

## Excavación
Desde la Edad Media, la población de Luxor se había asentado en el templo y sus alrededores, en el extremo sur del monte. Debido a esto, siglos de escombros se acumularon, hasta el punto de formar una colina artificial de entre 14,5 y 15 metros de altura. El profesor Gaston Maspero comenzó a excavar el Templo de Luxor después de 1884, una vez que obtuvo permiso para iniciar las operaciones. Las excavaciones fueron esporádicas hasta 1960. Con el tiempo, los escombros acumulados durante siglos habían sepultado tres cuartas partes del templo, que albergaba los patios y columnatas que formaban el núcleo de la mitad árabe de la aldea moderna. Maspero se había interesado antes y había obtenido el puesto de Mariette Pasha para completar la obra en 1881. No solo había escombros, sino también barracones, almacenes, casas, chozas y palomares, que debían ser retirados para excavar el sitio. (Aún existe una mezquita en funcionamiento dentro del templo que nunca fue retirada). Maspero recibió del ministro egipcio de obras públicas la autorización necesaria para obtener fondos y negociar la compensación por los terrenos que abarcaban las casas y dependencias.